# Gustaf Rosén
Gustaf Rosén, född den 26 februari 1772 i Göteborg, död den 1 mars 1835 i Stora Åby socken, var en svensk präst och vitter författare, son till Johan Rosén och Anna Hammar-Rosén, far till Johan Magnus Rosén.
Rosén blev student vid Uppsala universitet 1789, filosofie magister 1794, 1796 docent i romersk vältalighet på grund av avhandlingen Comparatio Homeri et Ossiani (1794-95). Han hade dessförinnan gjort sig bemärkt som en av de verksammare medlemmarna i Vitterhetssamfundet i Uppsala (1791-93).
Rosén var medarbetare i den utgivna samlingen Skaldestycken af Ossian (1:a delen, 1794-1800, även översättningar av Gustaf Knös och Olof Knös). Han utgav månadsskriften Fragmenter af utländsk litteratur i vitterheten och de sköne konsterne (1795), i synnerhet märklig för sina översättningar från Friedrich Schiller, Gotthold Ephraim Lessing, William Shakespeare, Edward Gibbon med flera samt uppsatser i skön konst. 
År 1799 blev Rosén lektor vid gymnasiet i Göteborg och valdes 1801 till sekreterare i Göteborgs vetenskaps- och vitterhetssamhälle, en befattning som han innehade i 14 år. Han var även bland dem som bildade Göteborgs bibelsällskap (1813). År 1812 blev Rosén prästvigd och tillträdde 1815 Stora Åby och Ödeshögs pastorat av Linköpings stift samt blev 1818 teologie doktor.